# Bada (bantoid jezik)
Bada jezik (ISO 639-3: bau) južnobantoidni jezik skupine jarawa, uže nigerijske podskupine, kojim govori 10 000 ljudi (1991 SIL) u nigerijskim državama Plateau i Bauchi. 
Poznat je pod još cijelim nizom naziva: badanchi, badawa, bat, garaka, jar, jarawan kogi, kanna, mbada, mbadawa, mbat, plains jarawa i riječni jarawa
. Pleme se zove Bada ili Badawa. Dijalekt: gar. Istoimeni jezik bada [bhz] iz Indonezije pripada celebeskim jezicima

## Vanjske poveznice
- Ethnologue (14th)
- Ethnologue (15th)